# Alliance présidentielle
L'Alliance présidentielle est un rassemblement de partis politiques algériens créé en 2004 en soutien au président Abdelaziz Bouteflika.

## Description
Le rassemblement est lancé le 16 février 2004.
Les partis composant l’Alliance jusqu’en 2012 sont le Front de libération nationale (FLN), le Rassemblement national démocratique (RND) et le Mouvement de la société pour la paix (MSP). Lors des élections législatives de 2007, l'Alliance présidentielle obtient la majorité absolue, avec cependant une baisse du FLN — qui perd 63 sièges — et un taux d'abstention record depuis l'indépendance (64,5 %).
Après le retrait du MSP en 2012, une seconde alliance présidentielle prend forme en 2018 : elle est composée du RND, du FLN, du TAJ et du Mouvement populaire algérien (MPA).